# Irvin S. Yeaworth junior
Irvin Shortress Yeaworth Jr. (* 14. Februar 1926 in Berlin; † 19. Juli 2004 in Amman) war ein US-amerikanischer Filmproduzent und Drehbuchautor.

## Leben
Schon mit zehn Jahren begann er seine Karriere, als er beim KDKA, dem ersten Radiosender in Pittsburgh und dem ersten privaten Radiosender der USA sang, dann arbeitete er eine kurze Zeit als Moderator. Er war an mehr als 400 Filmen beteiligt, unter anderem ist er für den Science-Fiction-Horrorfilm Blob – Schrecken ohne Namen bekannt, er sagte aber, dass er im Nachhinein nicht unbedingt mit diesem in Verbindung gebracht werden wolle, da er mit nur wenig Geld gedreht, aber trotzdem ein „Kultfilm“ geworden sei. Yeaworth errichtete einen Vergnügungspark namens „Jordan experience“ in Aquaba Gateway. Am 19. Juli 2004 starb er bei einem Verkehrsunfall, als er am Steuer seines Autos einschlief.
Er heiratete Jean Yeaworth und hatte mit ihr fünf Kinder.
2007 gedachte das „Colonial Theatre“ in Phoenixville Irvin Yeaworth mit einem Filmwettbewerb, bei dem verschiedene Amateurproduzenten teilnehmen konnten.

## Filmografie (Auswahl)
- 1959: Der 4-D Mann (4D-Man)
- 1958: Blob – Schrecken ohne Namen (The Blob)
- 1960: Dinosaurus
- 1967: Way Out